# ساتوشي موريموتو
ساتوشي موريموتو (بالكانا:もりもと さとし) هو دبلوماسي وناقد وعالم سياسة وسياسي ياباني، ولد في 15 مارس 1941 في اليابان.

## وصلات خارجية
- الموقع الرسمي